# Лувинате
Лувина̀те (на италиански: Luvinate; на ломбардски: Lunàa, Лунаа) е село и община в Северна Италия, провинция Варезе, регион Ломбардия. Разположено е на 425 m надморска височина. Населението на общината е 1334 души (към 2017 г.).